# Гайдаренко Степан Степанович
Степан Степанович Гайдаренко (7 січня 1909 — 22 серпня 1977) — радянський військовий льотчик часів Другої світової війни, майор (1938). Герой Радянського Союзу (1939).

## Життєпис
Народився в Грубешеві, повітовому місті Люблінської губернії Російської імперії (нині — адміністративний центр Грубешівського повіту Люблінського воєводства Польщі). Українець. Дитячі роки провів у місті Острув Ломжинської губернії (нині — адміністративний центр Островського повіту Мазовецького воєводства Польщі). З 1914 року мешкав у Полтаві. Протягом 1918—1921 років наймитував по селах Полтавщини, згодом працював слюсарем на Полтавській деревообробній фабриці. У 1924 році закінчив 7 класів школи.
Від 1922 року був членом спортивно-льотної секції та планерного гуртка у Полтаві, брав участь в побудові декількох планерів. У вересні 1924 року брав участь у 2-х Всесоюзних планерних випробуваннях у Коктебелі. У 1925—1926 роках працював токарем на 2-й повітроплавній базі в Полтаві.
У січні 1927 року призваний до лав РСЧА. Проходив службу зброярем у піхотних частинах Українського військового округу. У жовтні того ж року був демобілізований. У 1927 році закінчив вечірній робітфак, працював токарем на полтавському заводі «Метал».
Вдруге у лавах РСЧА з серпня 1929 року. У грудні 1931 року закінчив Сталінградську військову авіаційну школу льотчиків. Проходив військову службу в стройових частинах бомбардувальної авіації в Білоруському військовому окрузі, пройшов шлях від молодшого льотчика до командира авіаційного загону.
З травня по вересень 1938 року перебував у військовому відрядженні в Китаї: командир бомбардувальної ескадрильї. Здійснив 16 бойових вильотів на бомбардувальнику СБ, під час одного з них екіпаж його корабля збив японського винищувача. Всього ескадрилья під командуванням С. С. Гайдаренка потопила 78 річкових суден і знищила 30 літаків супротивника (з них 15 — на аеродромах).
З лютого 1939 року — льотчик-інспектор Льотної інспекції ВПС РСЧА. На цій посаді брав участь в радянсько-фінській війні. У 1940 році понижений у військовому званні до капітана. З вересня 1940 року — льотчик-випробувач військової прийомки авіазаводу № 22 (м. Москва), випробовував серійні бомбардувальники СБ, Ар-2, Пе-2.
Учасник німецько-радянської війни: у липні — серпні 1941 року — заступник командира ескадрильї 410-го бомбардувального авіаційного полку Західного фронту. Брав участь у боях в Білорусі, у Смоленській битві. Здійснив 18 бойових вильотів на бомбардувальнику Пе-2.
У 1941—1942 роках — льотчик-випробувач військової прийомки авіазаводу № 22 (м. Казань), у 1942—1944 роках — льотчик-випробувач військової прийомки авіазаводу № 30 (м. Москва). У 1943 році відновлений у військовому званні майора.
З січня 1944 року — знову на фронті: льотчик-інспектор з техніки пілотування 266-ї (з лютого 1944 — 8-ї гвардійської) штурмової авіаційної дивізії. Воював на 2-му та 1-му Українських фронтах. Здійснив 9 бойових вильотів на штурмовикові Іл-2.
Після закінчення війни, до травня 1946 року, обіймав посаду льотчика-інспектора з техніки пілотування 8-ї гшад. З листопада 1946 року майор С. С. Гайдаренко — в запасі.
У 1949 році працював льотчиком-інструктором в 2-му Московському міському аероклубі. У 1950 році закінчив курси при 3-й окремій навчальній авіаційній ескадрильї ЦПФ (м. Ростов-на-Дону). Протягом 1950—1952 років працював другим пілотом в Аерогеологічному тресті Міністерства геології СРСР, у 1952—1956 роках — другим пілотом у 2-му загоні повітряних зйомок ГУ ЦПФ. На літакові Лі-2 брав участь в аерофотозйомці в Якутії.
Згодом працював у Всесоюзному НДІ ядерної геофізики та геохімії: старшим лаборантом (1963—1965), головою місцевкому (1965—1967), механіком (1967—1971), старшим техніком (1971—1972).
Мешкав у Москві, де й помер. Похований на Донському кладовищі.

## Нагороди
Указом Президії Верховної Ради СРСР від 22 лютого 1939 року старшому лейтенантові Гайдаренку Степану Степановичу присвоєне звання Героя Радянського Союзу. Після встановлення знаку особливої відзнаки, 4 листопада 1939 року йому було вручено медаль «Золота Зірка» (№ 113).
Нагороджений орденами Леніна (22.02.1939), Вітчизняної війни 1-го ступеня (08.03.1945), Червоної Зірки (03.11.1944), «Знак Пошани» (25.07.1949) і медалями.